# ザック・ゴーウェン
ザック・ゴーウェン（Zach Gowen、1983年3月30日 - ）は、アメリカ合衆国のプロレスラー。ミシガン州リボニア出身。
片足がない五体不満足の身体でプロレスラーとなった経緯から義足のプロレスラーや奇跡の少年と呼ばれる。

## 来歴
8歳の時、骨肉腫にかかり左足を切断。それでもプロレスラーになる夢を抱き、トゥルース・マルティーニの元でトレーニングを行い、17歳の時にプロレスデビュー。その後インディ団体に自分を売り込みに行くがほとんど相手にされなかったという。そうこうして辿りついたのが、シカゴにある障害者、ミゼット選手が活躍するプロレス団体であった。そこで持ち前の運動神経を発揮し、その噂を聞きつけたWWE関係者にスカウトされる。
2003年5月、Mr.アメリカのファンである一観客という設定でデビュー。その後WWEとの契約を目指し、それに反対するビンス・マクマホンとのストーリーが展開される。ビンスの嫌がらせを受けながらも、WWEの契約をかけたビッグ・ショーとの試合で、カート・アングル、ブロック・レスナーの助けもあり最後はムーンサルトプレスで見事勝利する。同年行われたヴェンジェンスでは因縁のビンスとの一騎討ちで対戦するが、惜しくも敗戦。
その後、ヒールに転向したブロック・レスナーとの試合が組まれ、ザックの母親の目の前で流血に追い込こまれ、F-5で鉄柱に足を叩きつけるなどの酷い目に遭わされる。特に、車椅子に体をテープで巻きつけられ身動きとれないザックを、階段から突き落としたシーンはWWE史に残る残虐的なシーンとなった。数週間後に復帰し、マット・ハーディーとの抗争などもあり、マットから勝利したこともあったが、2004年2月にWWEを解雇される。解雇理由は素行不良とされ、友人にWWEでの今後のストーリーを漏らしたからとも言われている（本人はインタビューで否定しており、あくまでも怪我のためとの事）。
解雇後はTNAに参戦し、それ以後もアメリカのインディ団体を中心に試合をこなしている。2004年4月には大日本プロレスにも出場。2007年にはICPが主宰するJCWに参戦。8月に全日本プロレスの武藤敬司がJCWに参戦した際に全日本プロレスへの参戦を直訴。9月のシリーズであるFlashing Ｔourに参戦した。JCWには継続して出場していたが2008年に薬物依存症と素行不良になっていたことから契約を打ち切られた。
2011年、JCWと再び契約し所属レスラーとなる。

## エピソード
- 教師になる夢もあり、プロレスをやる傍ら勉強にも力を注いでいる。
- 子供の頃から全日本プロレスのファンであり、三沢光晴や小橋建太、スタン・ハンセンらの試合に熱中していたと語っている。

## 得意技
- ムーンサルトプレス
- トルネードDDT
- シャイニング・ウィザード
- ドロップキック

## 入場曲
- Out Of My Way（Seether）